# Joviniano Brandão
Joviniano Brandão de Oliveira (Bahia, 5 de junho de 1875 — São Paulo, 28 de agosto de 1944) foi um coronel e comandante geral da Força Pública do Estado de São Paulo, atual Polícia Militar do Estado de São Paulo.

## Biografia
Joviniano Brandão de Oliveira nasceu em 5 de junho de 1875, natural do Estado da Bahia, filho de José Francisco Brandão.
Alistou-se na Força Pública do Estado de São Paulo em 19 de dezembro de 1896. Após fazer Curso Especial ingressou na carreira de oficiais da corporação. As suas promoções na Força Pública do Estado de São Paulo foram as seguintes: a 2º tenente em 31 de julho de 1901, a 1º tenente em 30 de dezembro de 1905, a capitão em 25 de abril de 1907, a major em 7 de março de 1912, a tenente-coronel em 10 de setembro de 1917 e, finalmente, a coronel em 4 de novembro de 1924. Comandava em 1927, o 1º Batalhão de Infantaria da Força Pública. No posto de major, fiscalizou o 1º e o 2º Batalhões. No ponto de tenente-coronel, comandou o antigo 1º Corpo da Guarda Cívica e finalmente o 1º Batalhão de Infantaria. Entre os inúmeros serviços prestados ao Estado e a República está a expedição em que tomou parte a capital federal, entre 15 de novembro e 15 de dezembro de 1904, quando ali esteve a ordem alterada devido à chamada Revolta da Vacina.
Em 12 de novembro de 1920 foi nomeado para o comando do 1º Batalhão de Infantaria da Força Pública de São Paulo, posto que exerceu até 22 de maio de 1928.
No comando dessa unidade, por ocasião da Revolução de 1924, rechaçou os rebeldes na capital paulista, além de ter saído em campanha nos anos seguintes na perseguição aos rebeldes percorrendo os estados de Paraná, Santa Catarina, Rio Grande do Sul, Mato Grosso e Goiás. Na cidade de São Paulo ficou encarregado da resistência no Palácio Campos Elyseos, então sede do Governo do Estado de São Paulo. Também combateu no bairro do Ipiranga, onde com o 1º Batalhão de Infantaria operou no setor do Alto Cambucy. Na sequência, seguiu para a cidade de Santos para ali organizar a defesa, pois a localidade estava ameaçada pelos rebeldes. Ainda em 1924, seguiu em expedição para os Estados do Sul do país na perseguição dos revoltosos e retornando pelo Mato Grosso e Goiás.
Em 1925, durante a campanha militar no Rio Grande do Sul, dominou os revolucionários que ameaçavam atacar a cidade de Uruguaiana, sob comando do 1º Batalhão de Infantaria da Brigada Policial. Devido a essa atuação, foi aclamado “Libertador Uruguaiana”.
Em 1927, por sua atuação naquele conflito e em outras campanhas militares também foi condecorado com as medalhas de Ouro do Mérito Militar e a Medalha da Legalidade.
Desempenhou as funções de diretor da Cooperativa Militar e ainda em 1927 acumulava o cargo de tesoureiro da Caixa Beneficente da Força Pública. Também exerceu diversas comissões da Força Pública e funções de confiança do Governo Estadual.
Em 1928 comandava o 1º Batalhão de Infantaria e contava com quase 32 anos de serviço ativo na Força Pública. Naquele ano também presidiu o conselho do Hospital Cruz Azul de São Paulo. Em 22 de maio daquele ano foi nomeado pelo Presidente Estadual Comandante Geral da Força Pública, em substituição ao coronel Pedro Dias de Campos, exerceu o cargo até 27 de abril de 1931.
Na Revolução de 1930, o então comandante geral da Força Pública organizou a resistência no Estado de São Paulo contra os rebeldes que visavam Golpe de Estado na capital federal, o que implicava na deposição também dos Presidentes Estaduais (atualmente denominados governadores) e assim assumir o controle militar dos Estados. Embora tenham conseguido rechaçar os invasores no território paulista, o Presidente da República Washington Luís foi subitamente deposto do cargo na capital federal no dia 24 de outubro daquele ano, por uma junta de generais que foram aliciados pelos rebeldes. A Junta Governativa do país então ordenou aos Estados que ainda resistiam à ofensiva rebelde a cessação total das hostilidades e submissão aos revolucionários, no que foram acatados pelos Presidentes Estaduais. Contudo, em São Paulo, o Presidente Estadual e o Chefe da 2ª Região Militar recusaram o cumprimento imediato dessas ordens. Porém, o então o coronel Joviniano Brandão contrariou as ordens do Presidente Estadual e decidiu unilateralmente suspender as hostilidades em todas as linhas de frente e confraternizar com o povo, sob a alegação de que o Presidente da República Washington Luis fora deposto por vontade popular e das classes armadas do Rio de Janeiro, assim, compreendendo que a resistência militar em São Paulo aos rebeldes perdeu o seu propósito. No final da tarde de 24 de outubro divulgou um Boletim Manifesto transmitido para as guarnições da Força Pública nas fronteiras. Em Itararé, o tenente-coronel da Força Pública Herculano de Carvalho e Silva, surpreso e incrédulo com súbita a atitude do Comandante Geral, conseguiu a muito custo ligação com São Paulo pelo telefone seletivo da Estrada de Ferro da Cia Sorocabana, com o fito de confirmar pela própria voz do Comandante Geral  as ordens para cessar o combate, no que teria dito: "Se você aderiu de medo, desadira. Aqui não passa ninguém." Seguindo o exemplo do coronel Joviniano, o general Hastínfilo de Moura, Comandante da 2ª Região Militar e Presidente Interino do Estado de São Paulo, também abandonou a ideia de continuar resistindo aos rebeldes. Após o desfecho da Revolução, o coronel Joviniano Brandão permaneceu no cargo.
Em 28 de abril de 1931, lideranças políticas ligadas ao Partido Democrático e militares da Força Pública de São Paulo liderados pelo coronel Joviniano Brandão empreenderam um movimento sedicioso para destituir o interventor militar no Estado João Alberto Lins de Barros e Miguel Costa da Secretaria de Segurança Pública. Apesar de breve, o levante explicitou a crise política e militar instaurada há tempos em São Paulo. A Força Pública permanecia dividida entre os apoiadores de Getúlio Vargas, representados por Miguel Costa em São Paulo, e seus opositores, ligados à oligarquia paulista, que também não nutria grande simpatia por Vargas. A discordância em relação ao Golpe de Estado ocorrido no país no ano anterior e a justificativa constitucionalista acabaram por unir em fevereiro de 1932 o Partido Democrático e o Partido Republicano Paulista contra o Governo Federal, pois chegaram consenso em relação à polícia estadual e nacional. Para às 8 horas do dia 28 de abril ficou acertada que revolta se iniciaria em alguns Quarteis da Força Pública. O levante contava com a adesão de integrantes do Partido Democrático e algumas lideranças civis, sob o apoio do coronel Joviniano Brandão, que na ocasião era um fervoroso adepto do movimento contra o governo de João Alberto. Porém, foi repentinamente demitido do cargo de Comandante Geral da corporação um dia antes do aprazado para a insurreição, o que levaria o seu adiamento em algumas horas. Mas, após essas medidas, a deflagração para o levante foi precipitada, assim, o Quartel-General, Centro de Instrução Militar e os 5º, 6º e 7º Batalhões de Caçadores Paulistas (B.C.P.) foram dominados pelos revoltosos. Os líderes do levante tentaram o apoio do coronel demitido. Porém, ele recuou e pediu o fim da insurreição, justificando que a sua inviabilidade e que a paz seria melhor e mais honrosa para todos. Com essa notícia se espalhando, houve desânimo entre os revoltosos, mas, apesar disso, parte deles não cederam e mantiveram as suas posições, mesmo com a iminente invasão dos quartéis por tropas leais ao Governo Estadual. Por volta das 14 horas do mesmo dia, o coronel Joviniano Brandão chega a porta do Quartel-General e faz o apaziguamento da situação, tanto para as tropas leais a João Alberto e Migual Costa quanto aos líderes dos revoltosos, e pede a libertação dos prisioneiros. O levante foi enfim sufocado ainda no seu início, praticamente de forma pacífica. Esse evento ficou conhecido como “Abrilada”. Ainda na manhã do dia 28 o coronel Joviniano Brandão foi reformado administrativamente pelo Interventor Federal no Estado, João Alberto, apesar das promessas opostas a essa medida. O general Miguel Costa foi então nomeado como Comandante Geral da Força Pública, acumulando o cargo de Inspetor Geral da corporação. O saldo de prisões foi expressivo: 36 oficiais, 40 sargentos, 30 cadetes do batalhão-escola e cerca de 200 homens entre cabos, soldados, além de vários civis, entre os ilustres presos, Romão Gomes, José Teófilo Ramos, Júlio Marcondes Salgado, Reinaldo Saldanha da Gama, Antônio Pietscher, Tenório Heliodoro da Rocha Marques e Christiano Klingelhoefer. Na ocasião, foram empastelados os jornais Diário Nacional, A Platéa e O Povo. Um mês depois o general Isidoro Dias Lopes deixou o comando da 2ª Região Militar, espontaneamente, por convalescença, e transferiu o comando ao coronel Manuel Rabello, pedindo também a passagem para a reserva militar do Exército Brasileiro.
Em 1932, na Revolução Constitucionalista, o coronel da reserva aderiu ao levante armado. Algumas semanas após o início do conflito assumiu o comando do destacamento que cobria a região norte do Estado de São Paulo, de Mococa até a de Presidente Epitácio. Nas últimas semanas do conflito comandou a última linha de resistência das tropas paulistas no flanco esquerdo, na região entre Limeira e Campinas.
Faleceu em 28 de agosto de 1944, na cidade de São Paulo.
O coronel era católico praticante e apreciador de arte sacra, tendo sido responsável por preservar a histórica Capela Jesuíta de São Sebastião, na primeira metade do século XX, pagando pelas custas de suas reformas e manutenção.
Em 9 de julho de 1970 os seus restos mortais foram transladados para o Monumento e Mausoleu do Soldado Constitucionalista de 1932 no Ibirapuera, na capital paulista.